# Prunus compacta
Prunus compacta — вид квіткових рослин з родини трояндових (Rosaceae). Ареал охоплює такі країни: Гватемала.

## Середовище
Цей ендемічний вид росте в горах Сьєрра-де-лос-Кучуматанес у гірських лісах Pinus, Abies та Quercus на висоті від 2500 до 3100 м над рівнем моря. Середовище існування цього виду є під загрозою через розведення великої рогатої худоби та овець, лісозаготівлю, заготівлю дров та зміну сільського господарства.